# Anna (pigenavn)
| Drenge- | Drenge-   | Pige- | Pige-    | Efter- | Efter-      |
| ------- | --------- | ----- | -------- | ------ | ----------- |
| 1       | Peter     | 1     | Anne     | 1      | Nielsen     |
| 2       | Michael   | 2     | Mette    | 2      | Jensen      |
| 3       | Lars      | 3     | Kirsten  | 3      | Hansen      |
| 4       | Jens      | 4     | Hanne    | 4      | Andersen    |
| 5       | Thomas    | 5     | Anna     | 5      | Pedersen    |
| 6       | Henrik    | 6     | Helle    | 6      | Christensen |
| 7       | Søren     | 7     | Maria    | 7      | Larsen      |
| 8       | Christian | 8     | Susanne  | 8      | Sørensen    |
| 9       | Martin    | 9     | Lene     | 9      | Rasmussen   |
| 10      | Jan       | 10    | Marianne | 10     | Jørgensen   |

 For alternative betydninger, se Anna. (Se også artikler, som begynder med Anna)
Anna er et dansk pigenavn. Der er tale om en græsk form af det hebraiske channah, der betyder ynde.
Navnet findes i flere variationer, blandt andet Anne, Ann, Anni, Annie, Anita, Anja. Desuden er det meget anvendt i sammensætninger med og uden bindestreg, som Anne-Marie, Ann-Sofie og Anne-Lise.
Navnene Hanna og Hanne kan være variationer af Hannah, eller en kortform af Johanna/Johanne.

## Kendte personer med navnet

### Kongelige
- Anna af Kleve, tysk/engelsk prinsesse og dronning.
- Anna af Danmark, engelsk dronning.
- Anne af Storbritannien, britisk dronning.
- Anne Boleyn, engelsk dronning.
- Anna Cathrine af Brandenburg, dansk dronning.
- Anne-Marie, tidligere dronning af Grækenland, søster til dronning Margrethe 2.
- Anna Sophie Reventlow, dansk dronning.
- Anna af Kiev, gift med Henrik 1. af Frankrig.

### Andre kendte
- Anna, kvinde fra Det Nye Testamente.
- Anna Ancher, dansk kunstmaler.
- Anne Birch, dansk skuespiller.
- Anna Borg, dansk-islandsk skuespiller.
- Anna Bro, dansk dramatiker
- Anne Baastrup, dansk politiker.
- Anna Castberg, dansk museumsdirektør.
- Anna David, dansk sanger.
- Anne Frank, skrev en dagbog under 2. verdenskrig.
- Anne-Lise Gabold, dansk skuespiller.
- Anne Gadegaard, vinder af MGP 2003.
- Annie Birgit Garde, dansk skuespiller.
- Ann-Mari Max Hansen, dansk skuespiller.
- Anne Marie Helger, dansk skuespiller.
- Anne Grete Hilding, dansk skuespiller.
- Anne Grete Holmsgaard, dansk politiker.
- Anne Holt, norsk kriminalforfatter.
- Anne Jerichow, dansk programvært og udsendelsesleder.
- Ann Eleonora Jørgensen, dansk skuespiller.
- Anna Karina, dansk skuespiller.
- Anne Knudsen, antropolog og chefredaktør.
- Anna Kournikova, russisk Tennisspiller og fotomodel
- Annie Lennox, skotsk sangerinde.
- Anna Lindh, svensk politiker.
- Anne Linnet, dansk musiker og komponist.
- Anne Birgitte Lundholt, dansk politiker.
- Anni-Frid Lyngstad, norsk sanger (ABBA).
- Anne Marie Løn, dansk forfatter.
- Anne-Marie Meldgaard, dansk politiker.
- Anne Marie Carl Nielsen, dansk billedhugger.
- Anne-Mette Rasmussen, statsministerfrue.
- Anne-Sophie Mutter, tysk violinist.
- Anna Pavlova, russisk danser.
- Anna Politkovskaja, russisk journalist.
- Anne Rice, amerikansk forfatter.

## Navnet anvendt i fiktion
- Anna Pihl er titlen på en dansk tv-serie på TV 2.
- Anna jeg Anna er titlen på en roman af Klaus Rifbjerg.
- Annie er titlen på en amerikansk musical af Charles Strousse.
- Annie Get Your Gun er titlen på en amerikansk musical af Irving Berlin. Den er også filmatiseret flere gange.
- Anna Karenina er titlen på en roman af Leo Tolstoj, som også er filmatiseret flere gange.
- Boten Anna er titlen på en sang.
- Annas Ballader er en samling viser skrevet af Ida og Bent From og sunget på plade af Frits Helmuth.
- Mig og Annie, film fra 1977 af Woody Allen.

## Trivia
- I Danmark vides Anna første gang anvendt for Erik Ejegods datter.
- Anna er et palindrom (det læses ens forfra og bagfra).
- Anne er en oprindeligt fransk version af Anna.